# Faneca (mesura)
La faneca era una unitat de mesura històrica, anterior a l'establiment i la implantació del sistema mètric, que es podia referir tant a mesures de capacitat o volum per a àrids, com a mesures de superfície de finques de l'àmbit agrari.
Com a mesura de volum d'àrids la faneca es dividia en 8 almuds o en 12, d'un valor variable segons els llocs (al País Valencià equival a 33,5 l, al Priorat a 42,50, a Àger (Noguera) a 10, a Aragó a 22,4 o a 42,8…).
Com a mesura de superfície a Castella una faneca de terra equival a 6.439,6 metres quadrats, encara que és també molt variable segons el lloc.
La faneca solia forma part del sistema del cafís de mesurar volums juntament amb l'almud i la barcella. El cafís n'era la mesura més gran i la que dona nom al sistema. Per veure'ns alguns exemples, aneu a la pàgina del cafís.